# نانسی لنهان
نانسی لنهان (به انگلیسی: Nancy Lenehan) (زاده ۲۶ آوریل ۱۹۵۳) بازیگر آمریکایی است.
از فیلم‌های معروف او می‌توان به بازی در ویدئوی سکس، او یک بچه دارد و تبادل دانشجو اشاره کرد.